# Vor v zakoně
Vor v zakoně je označení pro šéfa ruské nebo ruskojazyčné mafie působícího zejména v postsovětském prostoru. Je obdobou výrazů kmotr a capo v italské mafii.
Bývá to velmi bohatý člověk, který má obrovský majetek, cestuje po celém světě na jednání špiček organizovaného zločinu. Vorů v zakoně je větší množství. Někdy to bývají i jiné národnosti z bývalého Sovětského svazu, například Azerové, Čečenci, Ukrajinci, Gruzínci, Arméni, Osetinci. Vorové si žijí v luxusu. Ovládají velkou síť vyděračů, podvodníků, dealerů drog, pašeráků cigaret, zlodějů aut, nájemných vrahů, pasáků, majitelů heren, lupičů, ale také policistů a soudců. Státní tajné služby i interpol se je snaží dostat do vězení, ovšem málokdy je dostatek důkazů a navíc mafie všem svědkům vyhrožuje smrtí, takže se bojí svědčit. Samotní vorové v zakoně zejména perou špinavé peníze a investují je do legálních obchodů, zejména do stavebnictví. Vorové mnohdy žijí v jiných zemích (například v České republice), než kde jejich lidé páchají trestnou činnost, a to z důvodu velké konkurence mezi jednotlivými vory. Slovo vor v zakoně pochází z ruštiny a znamená doslova zloděj v zákoně, dle lépe legální zloděj, kmotr.